# نیکولسک، اوبلاست ولوگدا
شهر نیکولسک، اوبلاست ولوگدا (به روسی: Никольск) در کشور روسیه و در اوبلاست ولوگدا واقع شده‌است.